# Tan lines

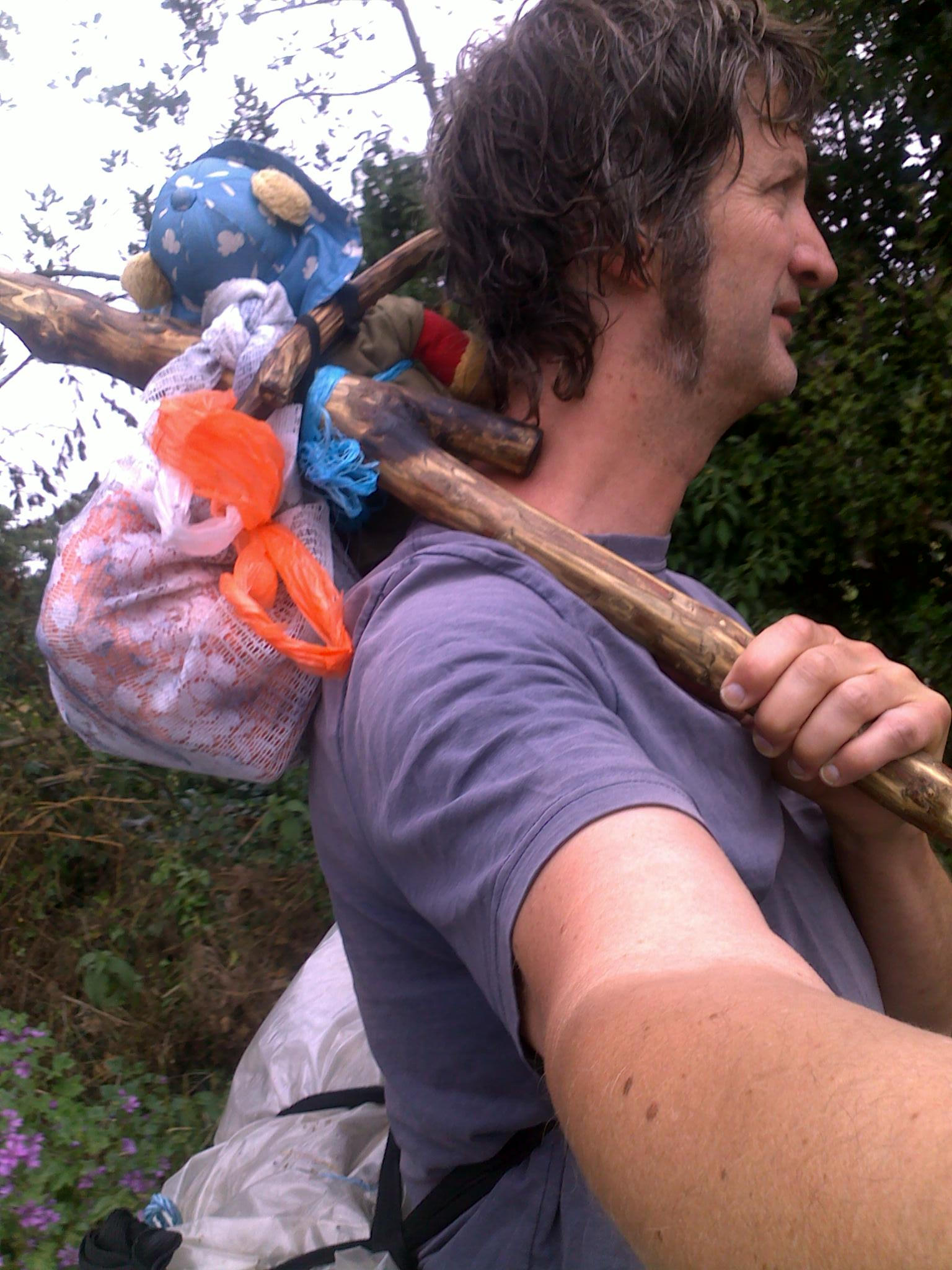
”Bondebränna”

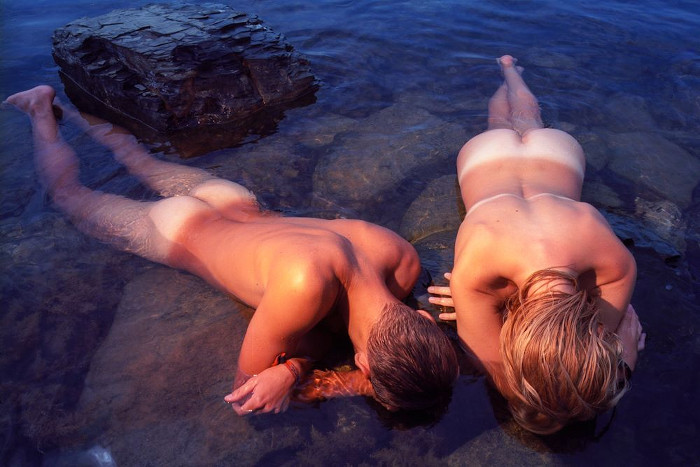
Badbyxbränna och bikinibränna

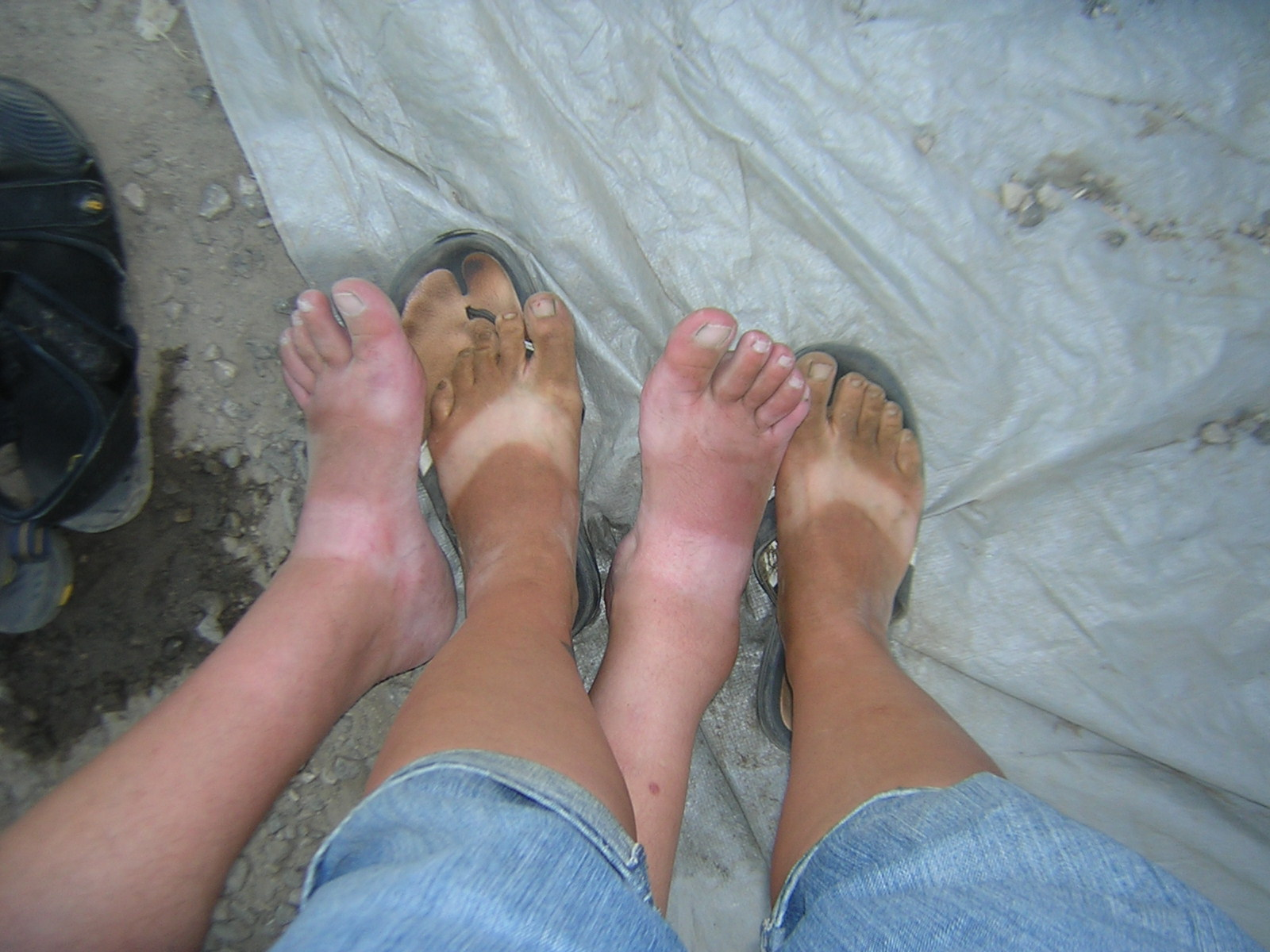
Sandalbränna

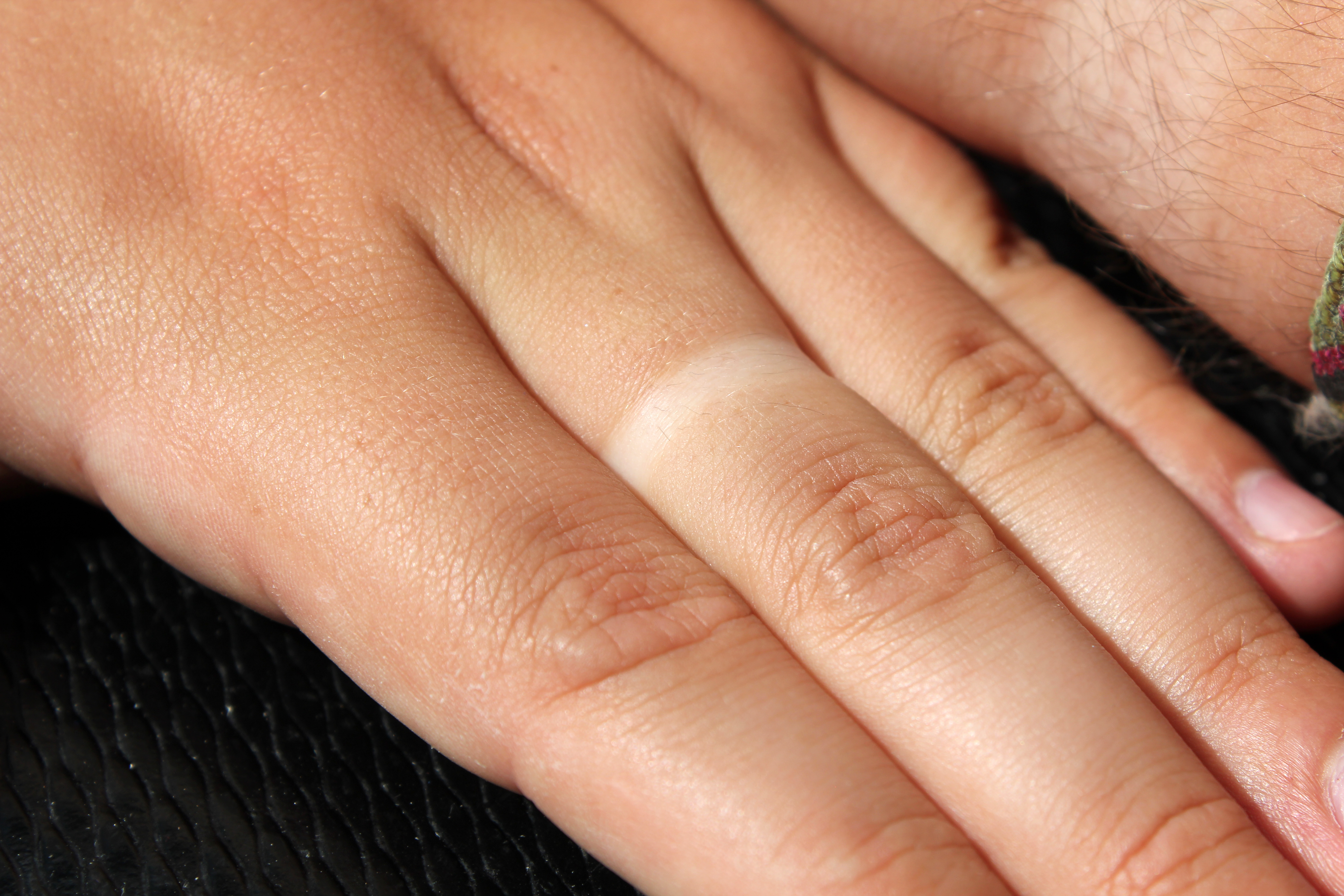
Efter fingerring

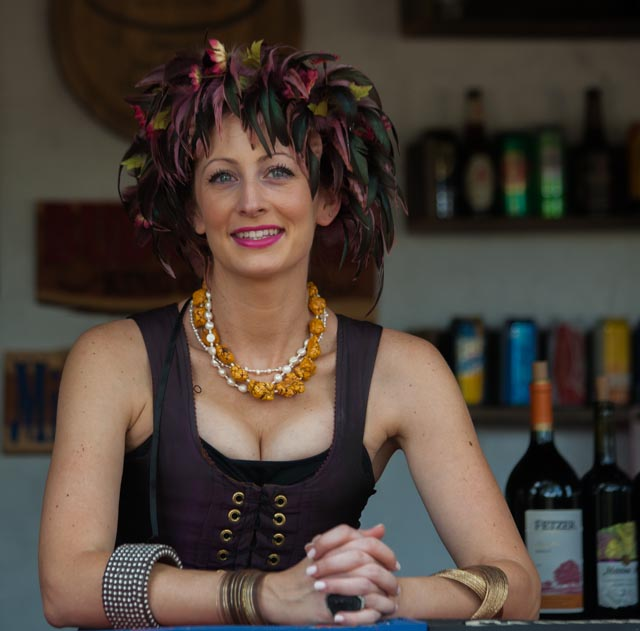
Tanlines synliga undre kläderna.

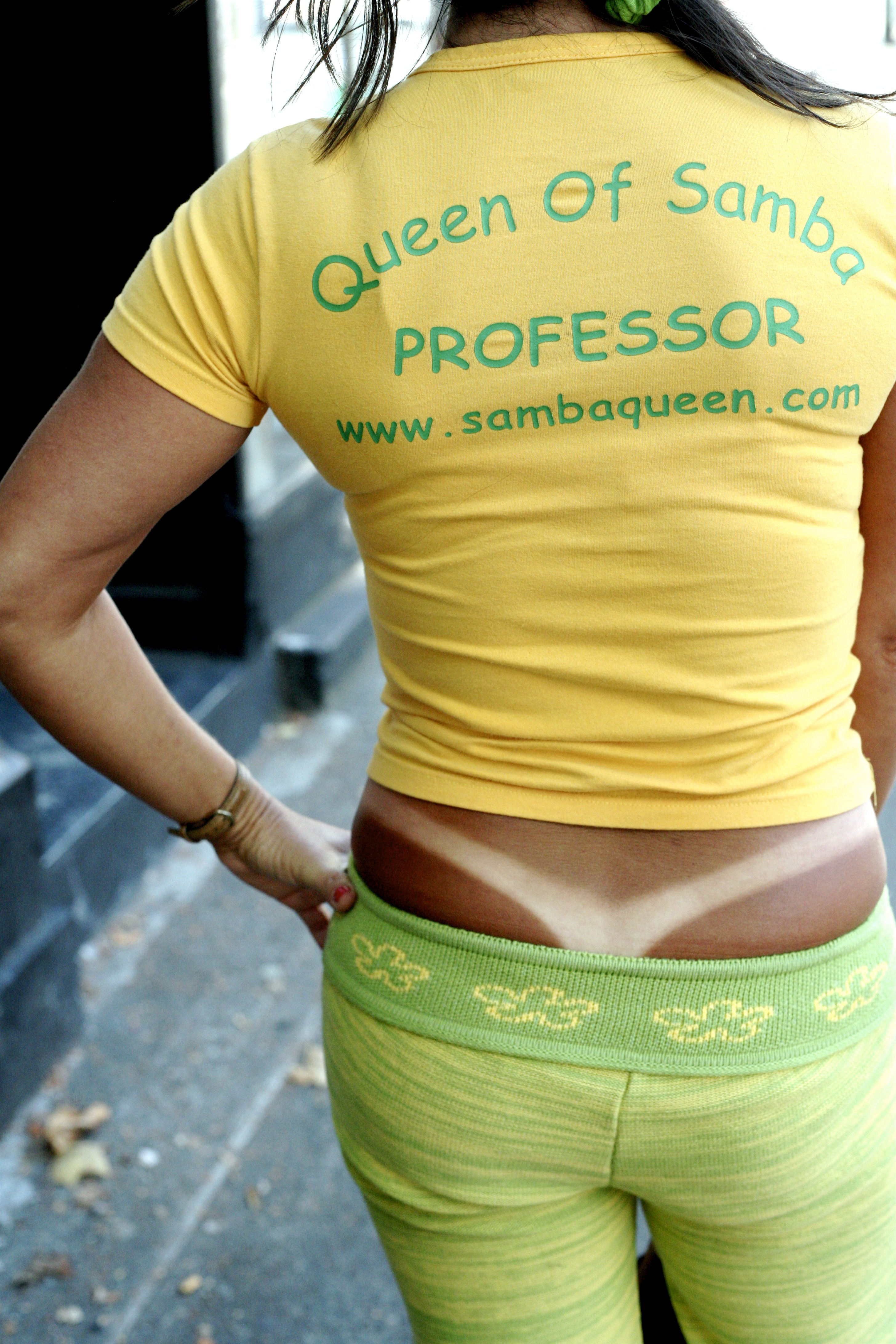
Oskyddade tanlines som exponeras för starkt solljus innebär risk för brännskador

Tan lines (tanlines, ibland "solränder" på svenska) är gränser på människors hud som delar bleka ytor från sådana som är tydlig solbruna från sol eller solarium. Tanlines är vanligtvis ett oavsiktligt resultat av solexponering i arbetsmiljö eller under fritid. Det orsakas normalt av kläder, glasögon, smycken eller armbandsur.
Synsättet på tanlines skiftar. Många anser att tanlines mycket oestetiska, andra uppfattar det som önskvärt.
Vissa avsiktliga tanlines kallas "sunburn tattoos" och uppmärksammades från år 2015 som en hälsorisk.

## Oavsiktliga tanlines
"Bondbränna" ("bonnabränna", eng. "farmer’s tan") är solbränna på hals, nacke och armar, medan axlar, rygg, bröst och skuldror är bleka. Man talar även om "golfsolbränna" eller "tennisbränna" om benen är solbrända mellan shorts och strumpor. "Fotbollsbränna" är solbränna kring knäna, med tanke på att fotbollsspelare har långa strumpor. "Cykelbränna" slutar med en skarp linje på låren och överarmar, när man cyklat med åtsittande kläder.
"Chaufförsarm" är solbränna på vänsterarmen hos exempelvis lastbilschaufförer, som håller armen i den nedvevade bilrutan istället för på ratten.
Att sola i bikini ger karaktäristisk "bikinibränna" där blek hud tydligt visar bikinins form. Bikinibränna (och badbyxbränna) är vad man normalt tänker på som "tanlines", medan det som kanske är mest vanligt att se på badstränder är "shortsbränna", som ger tydligt bleka lår då man bär bikini eller badbyxor.
Att sola i glasögon, solglasögon eller skidglasögon ger "goggle tan" i ansiktet. Skidåkare, snowboardåkare och simmare kan få tvättbjörnsliknande linjer.
"Sandalbränna" är mönster på fötternas ovansida, som beror på sandaler.

## Avsiktliga tanlines
I solarier bär vissa personer avsiktligt underkläder eller badkläder för att få skarpt framträdande tanlines, även om solarier ofta används i syftet att ta bort tanlines.
Det finns "tanning stickers" att placera mot huden vid solbad som ger "sunburn tattoos" (eller tan tattoos) i form av exempelvis en sol, ett hjärta, delfiner etc.
I exempelvis Sydamerika är tydlig och skarpt avgränsad bikinibränna mode.

## Att undvika tanlines
Många vill undvika tanlines, framför allt på de delar av kroppen som är synliga när man bär vanliga kläder eller festkläder. Tanlines av ett behå-band bör exempelvis inte synas då man bär klänning med djupt dekolleterad rygg. Redan 1944 gav en bok om "vett och etikett" följande råd:
"Även vid solbad gäller det att låta solen få tillträde till så stora partier av av kroppen som möjligt. Idealet voro naturligtvis även härvidlag nakna solbad. Inte heller verkar det ju så trevligt, om en dam i djupt urringad galadräkt skulle visa en ryggtavla, som delvis vore hälsosamt brun, delvis sjukligt blek. Därför böra alla damer även ur estetisk synpunkt tänka på hur de bryna bröst och rygg under sommarens soliga dagar."
Kvinnor har ofta eftersträvat detta och vikt undan behå-banden då ryggen solats. Baddräkter har ofta lämnat övre delen av ryggen fri. Under 1980- och 1990-talet var det, ibland med samma syfte, vanligt att man solade topless, vilket delvis återkommit efter omkring 2015. För att undvika tanlines bättrar många numera dessutom på solbrännan i ett solarium.
Sedan 1969 finns “tan-through swimwear”, ett textilt material som är perforerat med många osynliga mikro-hål som tillåter en tredjedel av solljusets UV-strålar att passera.

## Hälsorisker
Brännskador av solen med röd och ömmande hud är den största risken för farlig cancer av solning. Helt bleka tanlines har mycket svagt skydd mot UV-strålning och bör inte exponeras för starkt solljus under längre tid. Den bleka gränszon på huden som blir exponerad då man byter kläder till ett plagg som täcker en något mindre yta, kan lätt bli svårt bränd.